# Ignacio Ramírez
För andra betydelser, se Ignacio Ramírez (olika betydelser).
Juan Ignacio Paulino Ramírez Calzada, känd som Ignacio Ramírez, född 22 juni 1818 i San Miguel el Grande, död 15 juni 1879 i Mexico City, var en mexikansk författare, poet, journalist, advokat och libertariansk politiker. Han var även ateist. Som författare gick Ignacio Ramírez under pseudonymen "El Nigromante" (svenska: nekromantikern). 